# リチウム超イオン伝導体
リチウム超イオン伝導体（リチウムちょうイオンでんどうたい、英語: lithium super ionic conductor、略称: LISICON）は、高いリチウムイオン伝導性を有する超イオン伝導体であり、化学式Li2+2xZn1−xGeO4を持つ。
この構造の最初の例（Li14Zn(GeO4)4）は1977年に発見された。LISICONの結晶構造は [Li11Zn(GeO4)4]3-のネットワークと、3つの緩く結合したLi+から構成される。このより弱い結合によって、ある部位から別の部位へと容易に移動することができる（強い結合を壊す必要がない）。また、この構造は、これらのイオンが占める格子点の間の間隙の間に大きな「ボトルネック」を形作り、さらにイオンの移動に必要なエネルギーが低下する。しかしながら、これらのリチウムイオンが拡散できるするチャネルの形状が原因で、2次元拡散に制限される。LISICON化合物は比較的高いイオン伝導性を有し、25 °Cで10−6 S/cmのオーダーを示す。LISICONはリチウム金属やCO2といった大気と容易に反応する。結果として、それらの伝導性は時間とともに低下する。

## LISICON様材料
より高いイオン伝導性を達成するために別の元素を使用したLISICON型固体電解質が他にも存在する。こういった素材の1つは化学式Li(3+x)GexV(1-x)O4を持つ（xの値は0と1の間）。Li3.5Ge0.5V0.5O4とLi3.6Ge0.6V0.4O4の組成は、基のLISICON構造より1桁程高いイオン伝導度4*10−5 S/cmと10−5 S/cmを示す。これらの材料は優れた熱安定性を示し、CO2や大気と接触しても安定である。そのため、元構造に現存しているいくつかの問題に対処している。
化学式Li(4-x)Si(1-x)PxO4を持つ材料も存在する。これはLi4SiO4とLi3PO4との固溶体である。この固溶体は室温でどのような組成比でも形成させることができる。最も高いイオン伝導度はLi3.5Si0.5P0.5O4と Li3.4Si0.4P0.6という組成で達成され、伝導度は10−6 S/cmのオーダーにある。これが格子中の一部のSi4+をP5+で置換したことに起因し、これによってかなり容易に拡散する格子間リチウムイオンの追加がもたらされる。格子中にCl−をドープしてO2-を置き換えることでイオン伝導性はさらに改善される。Li10.42Si1.5P1.5Cl11.92と Li10.42Ge1.5P1.5Cl11.92の組成はそれぞれ1.03 * 10−5 S/cmと3.7*10−5 S/cmのイオン伝導度を達成した。これは、Cl−イオンのより小さなサイズによって格子間点間の「ボトルネック」が拡張したこと、塩素のより低い電気陰性度によってLi+イオンが経験するイオン結合が弱くなったことによるものであると理論的に説明される。
イオン伝導性は酸素が硫黄（すなわち対応するチオケイ酸塩）に置き換わったチオ-LISICON（thio-LISICON）類ではほぼ100倍高い。S2-とLi+との間の結合はO2-とLi+との間の結合よりも弱く、硫化物構造中のLi+は酸化物中よりもはるかに動きやすい。化学式Li(4-x)Ge(1-x)PxS4に基づくセラミック系チオ-LISICON材料は有望な電解質であり、10−3 S/mや10−2 S/mのオーダーのイオン伝導度を示す。

## 応用
LISICONはリチウムベースの全固体電池の固体電解質として使用することができる。